# Integrity (группа)
Integrity — американская металкор группа, созданная в 1988 году в городе Кливленд (Огайо). Первоначальный состав включал в себя Двида Хеллиона, Аарона Мельника, Тома Броуза и Тони Пайнса. Тексты группы затрагивают темы религии, сверхъестественного, психических расстройств, индивидуализма, оккультизма, и так называемого «святого террора». Основное влияние на творчество группы оказали музыканты GISM, Septic Death, Boyd Rice, Samhain, Les Légions Noires, Mighty Sphincter, Joy Division
и такие люди, как Чарльз Мэнсон и Фрэнсис Бэкон. Считаются одними из основателей стиля металкор.

## Состав
- Двид Хеллион — вокал
- Майкл Марио Йохум — гитара
- Стив Рокхорст — бас
- Мэттью Брюер — гитара
- Нейтан Йохум — ударные

## Дискография

### Альбомы
- Those Who Fear Tomorrow — Overkill Records — 1992
- Den of Iniquity — Dark Empire — 1993
- Systems Overload — Victory Records — 1995
- Seasons in the Size of Days — Victory Records — 1997
- Integrity 2000 — Victory Records — 1999
- Closure — Victory Records — 2001
- To Die For — Deathwish Inc. — 2003
- The Blackest Curse — Deathwish Inc. — 2010

### EP
- In Contrast of Sin — Victory Records — 1990
- Humanity is the Devil — Victory Records — 1996

### Сплиты
- Only the Strong — Victory Records — 1990
- Integrity/Mayday — Endgame Records — 1992
- Integrity/Psywarfare — Victory Records — 1996
- A Compilation for Atonement — Dog Collar Records — 1996
- Integrity/Kids of Widney High — Blood Book 5 — 1996
- Integrity/Hatebreed — Stillborn Records — 1997
- Integrity/Lockweld — Victory Records — 1998
- Integ2000/Fear Tomorrow — East Coast Empire Records — 1999
- Integrity/AVM — Holy Terror Records — 2009
- Integrity/Creepout — Jukeboxxx record — 2009
- Integrity/Rot In Hell — TDON Records — (Еще не издан) — 2010
- Integrity/Gehenna — Holy Terror Records — (Еще не издан) — 2010
- Integrity/VVegas — Holy Terror Records — (Еще не издан) — 2010

### Сборники
- Voice of Thousands — Conversion Records — 1990
- No Exit Compilation — Inside Front Zine #4 — 1994
- We Shall Fight In The Streets 7" — Area 51 Records- 1995
- Industry Cleveland  — Dog Collar Records — 1996
- Taste of Every Sin — Holy Terror — 1997
- The Final Taste of Every Sin — East Coast Empire Records — 1999
- In Contrast of Tomorrow — Victory Records — 2001
- Salvations Malevolence — 2004
- Silver In The Hands Of Time — Good Life Recordings — 2005

### DVD
- Palm Sunday — Spook City — 2005
- Always Is Always Forever — Van Hellion International — 2005

### Прочие записи
- Septic Death Karaoke Repress — Victory Records — 1998
- Bacteria Sour Vol. 2- Bacteria Sour Records — 1998
- Integ2000-Project:Regenesis — East Coast Empire Records — 1999
- Palm Sunday Live LP — Aurora Borealis — 2005
- Walpürgisnacht — A389 Records, CD on Magic Bullet Records — 2008
- Grace Of The Unholy — A389 Records — 2010